# TOG 1
TOG 1 – brytyjski prototypowy czołg ciężki opracowany w początkowej fazie II wojny światowej. Podczas projektowania pojazdu zakładano, że wojna przybierze, podobnie jak I wojna światowa, formę wojny pozycyjnej, w związku z czym czołg przystosowano do przekraczania okopów oraz wspierania nacierającej piechoty.
Czołg został opracowany przez Specjalny Komitet Rozwoju Pojazdów (Special Vehicle Development Committee), utworzony przez konstruktorów odpowiedzialnych za stworzenie brytyjskich czołgów podczas I wojny światowej, w większości już znajdujących się w wieku emerytalnym. W jego składzie znajdowali się Albert Stern (członek oryginalnego Landships Committee), Eustace Tennyson d’Eyncourt, Ernest Swinton, Harry Ricardo, Walter Gordon Wilson. Komitet ten był znany jako "The Old Gang" (stary gang) i skrót tej nazwy TOG został przyjęty dla jego konstrukcji.
TOG 1 charakteryzował się niewielką mobilnością, wyposażony był w wieżę czołgu Matilda Mk II z armatą 2-funtową i był przystosowany do przewożenia kilku żołnierzy piechoty.
Zbudowano tylko jeden, prototypowy egzemplarz pojazdu.
Brytyjski historyk wojskowości D. Fletcher podsumował trwający kilka lat program czołgów TOG (TOG 1 i TOG 2) jako: przerażające marnotrawstwo cennych zasobów w czasie, gdy kraj najmniej mógł sobie na to pozwolić.